# クリヴィア (小惑星)
クリヴィア (935 Clivia) は小惑星帯に位置するフローラ族の小惑星である。ハイデルベルクのケーニッヒシュトゥール天文台でカール・ラインムートによって発見された。
ヒガンバナ科のクンシラン属 (Clivia) にちなんで命名された。